# Oxytropis hidakamontana
Oxytropis hidakamontana là một loài thực vật có hoa trong họ Đậu. Loài này được Miyabe & Tatew. miêu tả khoa học đầu tiên.